# 伝為晃運
伝為 晃運（でんい こううん、生年不詳 - 天正元年（1573年））は、戦国時代の禅僧。長野県真田山長谷寺の開山。
『長国寺書上』に拠れば、元は上野国後閑の長源寺の僧侶だった。天文10年（1541年）、武田信虎・諏訪頼重・村上義清による海野平の戦いで滋野氏の一族は敗北し、上野国の関東管領・上杉憲政を頼り上野へ亡命する。伝為晃運は長源寺に寄宿していた滋野氏の一族・真田幸綱（幸隆）と知り合う。天文16年（1547年）、幸綱は甲斐国の武田信玄に仕えて本領を回復し、伝為晃運は幸綱に招かれ真田家の菩提寺として真田山長谷寺の開山となった。